# Code foulard

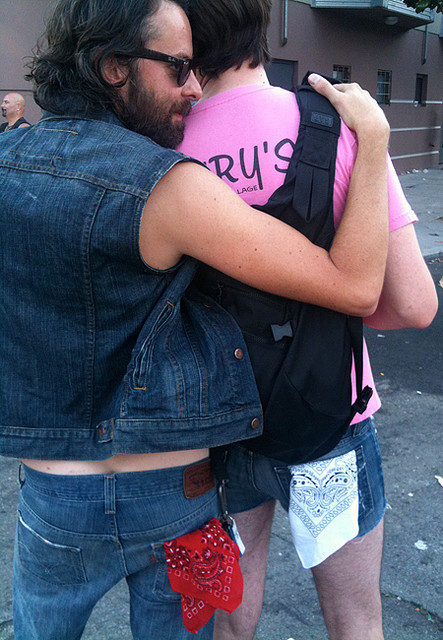
Le code mouchoir

Le code foulard (aussi connu comme le code mouchoir, le code bandana, ou flagging, hanky code ou handkerchief code en anglais) est un système de code couleur employé par les gays recherchant de la sexualité libre (casual-sex) ou pratiquant le BDSM aux États-Unis, au Canada, en Australie et en Europe, pour indiquer les fétiches sexuels préférés, le type de rapport sexuel recherché. Le hanky code a été largement utilisé dans les années 1970 par les gays et les hommes bisexuels, et s'est ensuite développé pour y inclure tous les genres et les orientations sexuelles.
Aujourd'hui, le port de mouchoirs (bandanas) code-couleur est une manière de communiquer ses désirs et ses fétiches. Porter un mouchoir sur le côté gauche du corps indique généralement que la personne est « au-dessus »/dominante (on considère que les actifs dans la pratique du fétiche sont indiqués par la couleur du mouchoir), le porter sur le côté droit du corps indiquerait que la personne est « en dessous »/soumise (on considère que les passifs dans la pratique du fétiche sont indiqués par la couleur du mouchoir). Cette réalité gauche-droite vient de la pratique antérieure qui voulait que sur la gauche de la boucle de ceinture en cuir, la personne était active, et sur la droite de la boucle de ceinture en cuir, la personne était passive. Les bandanas peuvent être portés à l'avant ou à l'arrière de la poche, attachés autour du cou (avec le nœud placé sur le côté gauche ou droit) ; autour de la cheville (avec ou sans bottes) ; ou sur d'autres parties du corps.
Le code couleur varie largement d'une région à l'autre, cependant, il y a un accord général sur les couleurs qui se réfèrent aux pratiques les plus communes, en particulier les plus intuitives comme le jaune pour l'ondinisme ; le brun pour la scatophilie ; et le noir pour les SM, mais pas de consensus absolu pour les pratiques les moins communes.

## Origine

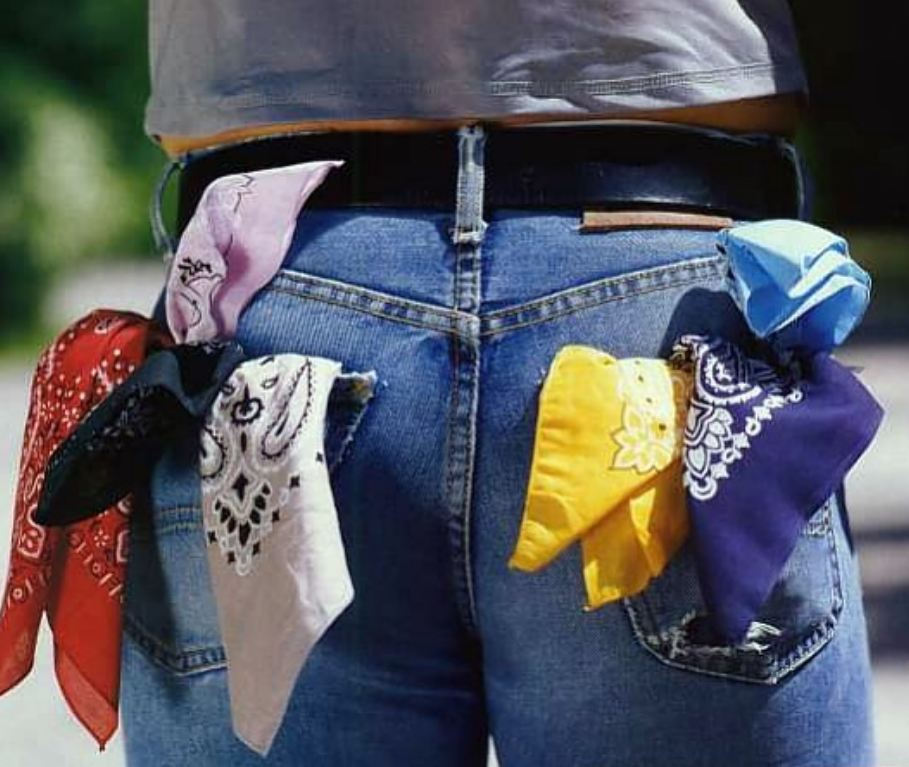
Assortiment de foulards

Le port de couleurs en bandana autour du cou était courant au milieu et à la fin du XIXe siècle chez les cow-boys, les conducteurs de trains, et les mineurs dans l'Ouest des États-Unis. Le fait de porter des bandanas par des hommes gays originaires de San Francisco après la Ruée vers l'Or, était venu du manque de femmes pour danser les danses carrées. Un code s'est alors élaboré pour indiquer que le bandana bleu porté par l'un des deux hommes, se référait bien au rôle de l'homme dans la danse carrée ; l'homme qui portait le bandana rouge prenait ainsi le rôle de la femme (ces bandanas étaient généralement portés autour du bras, accrochés à la ceinture ou dans la poche arrière du jeans). Le moderne hanky code a certainement débuté dans la ville de New York à la fin des années 1970, ou au début de 1971, quand un journaliste du Village Voice a plaisanté en disant qu'au lieu de simplement porter les clés pour indiquer si quelqu'un est « au-dessus » ou « en dessous », il serait plus efficace de subtilement annoncer sa préférence sexuelle par le port de mouchoirs de différentes couleurs.

## Exemples
| Couleur    | Sens                 |
| ---------- | -------------------- |
| Noir       | S&M                  |
| Blanc      | Barebacking          |
| Bleu foncé | Sexe anal            |
| Bleu clair | Sexe oral            |
| Brun       | Scat                 |
| Vert       | Hustler/prostitution |
| Gris       | Servitude            |
| Orange     | Ouvert à tout        |
| Violet     | Piercing             |
| Rouge      | Fisting              |
| Jaune      | Urophilie            |

Ce tableau est établi à partir du The Leatherman's Handbook II de Larry Townsend (deuxième édition de 1983 ; la première édition de 1972 ne comprend pas cette liste) et il est généralement considéré comme faisant autorité. Dans cette liste, le concept de polarité droite/gauche est implicite ; la gauche indiquant toujours au-dessus, dominant, ou partenaire actif ; la droite indiquant en dessous, soumis, ou partenaire passif. La négociation avec un partenaire potentiel reste importante, car, comme Townsend l'a noté, les gens peuvent porter des mouchoirs de toutes les couleurs « seulement parce que l'idée du foulard les excitent » ou parce que certains « peuvent ne même pas connaître la signification de la couleur ».
Il existe d'autres codes de couleur qui sont moins souvent utilisés dans la pratique ; la plupart des codes de couleurs sont offerts dans presque tous les magasins LGBT avec leurs significations.